# Free Pascal
Free Pascal （简称 FPC，原名为 FPK Pascal），是一个支持16位，32位和64位处理器的专业 Pascal 语言编译器，支持多种处理器架构，包括：Intel x86（也支持8086）、AMD64/x86-64、PowerPC及其64位架构、SPARC、ARM、AArch64、MIPS 以及 JVM。Free Pascal 支持多种操作系统，包括：GNU/Linux、FreeBSD、Haiku、Mac OS X/iOS/Darwin、DOS、Win32/64、WinCE、OS/2、MorphOS、Nintendo GBA、Nintendo DS、Nintendo Wii、Android、AIX and AROS，对 Motorola 68k 的支持也在开发中。
Free Pascal 是自由软件，软件包和运行时库发布在GNU宽通用公共许可证下，允许其他程序静态链接。编译器自身发布在GNU通用公共许可证下。编译器完全用 Pascal 语言写成。最新的版本为 3.2.2 。
Lazarus 项目建立在 Free Pascal 基础上，利用其作为编译器，提供了一个类似 Delphi 的快速应用开发（RAD）环境，与 Free Pascal一样支持多种平台，同样是自由软件。
Free Pascal曾经被選定為中國全國青少年信息學奧林匹克聯賽（NOIP）以及中國全國青少年信息學奧林匹克競賽（NOI）以及国际信息学奥林匹克（IOI）的指定Pascal編譯環境。